# برنارد وادیش
برنارد وادیش (لهستانی: Bernard Ładysz؛ ‏ ۲۴ ژوئیهٔ ۱۹۲۲ – ۲۵ ژوئیهٔ ۲۰۲۰) خواننده باس-باریتون اپرا، و بازیگر اهل لهستان بود.
از فیلم‌ها یا مجموعه‌های تلویزیونی که وی در آن‌ها نقش داشته‌است، می‌توان به پزشک قلابی، حلقه و رز، عروسک، با آتش و شمشیر (فیلم)، با آتش و شمشیر (مجموعه تلویزیونی) و سرزمین موعود اشاره نمود.
وی همچنین برندهٔ جوایزی همچون نشان دهمین سالگرد خلق لهستان شده‌است.